# Sint-Pieterskerk (Boulogne-sur-Mer)
De Sint-Pieterskerk (Église Saint-Pierre) is een rooms-katholiek kerkgebouw in de tot het departement Pas-de-Calais behorende stad Boulogne-sur-Mer, gelegen aan de Rue du Camp-de-Droite.

## Geschiedenis
In 1844 werd de eerste steen voor de Église Saint-Pierre des Marins gelegd dichter bij de kust aan dezelfde straat als de huidige kerk. In 1944 werd deze door een Brits bombardement verwoest.
Van 1944-1960 kerkte men in een noodkerk. In dat jaar werd de eerste steen voor een nieuwe kerk gelegd, en deze werd in 1961 ingezegend. De kerk, in de stijl van het naoorlogs modernisme, werd ontworpen door Claude Blanchecotte, Sylvain Stym-Popper en Robert Vassas.
Het is een zaalkerk op rechthoekige plattegrond met losstaande betonnen klokkentoren. De kerk is gebouwd in betonskelet dat bekleed werd met steen van Baincthun.